# آنتونیو کانووا
آنتونیو کانووا (ایتالیایی: Antonio Canova؛ زاده ۱ نوامبر ۱۷۵۷ درگذشته ۱۳ اکتبر ۱۸۲۲) مجسمه‌ساز ایتالیایی دورهٔ نئوکلاسیک بود. از آثار مشهورش می‌توان زنده‌شدن پسوخه با بوسه کوپیدو را نام برد.

## نگارخانه

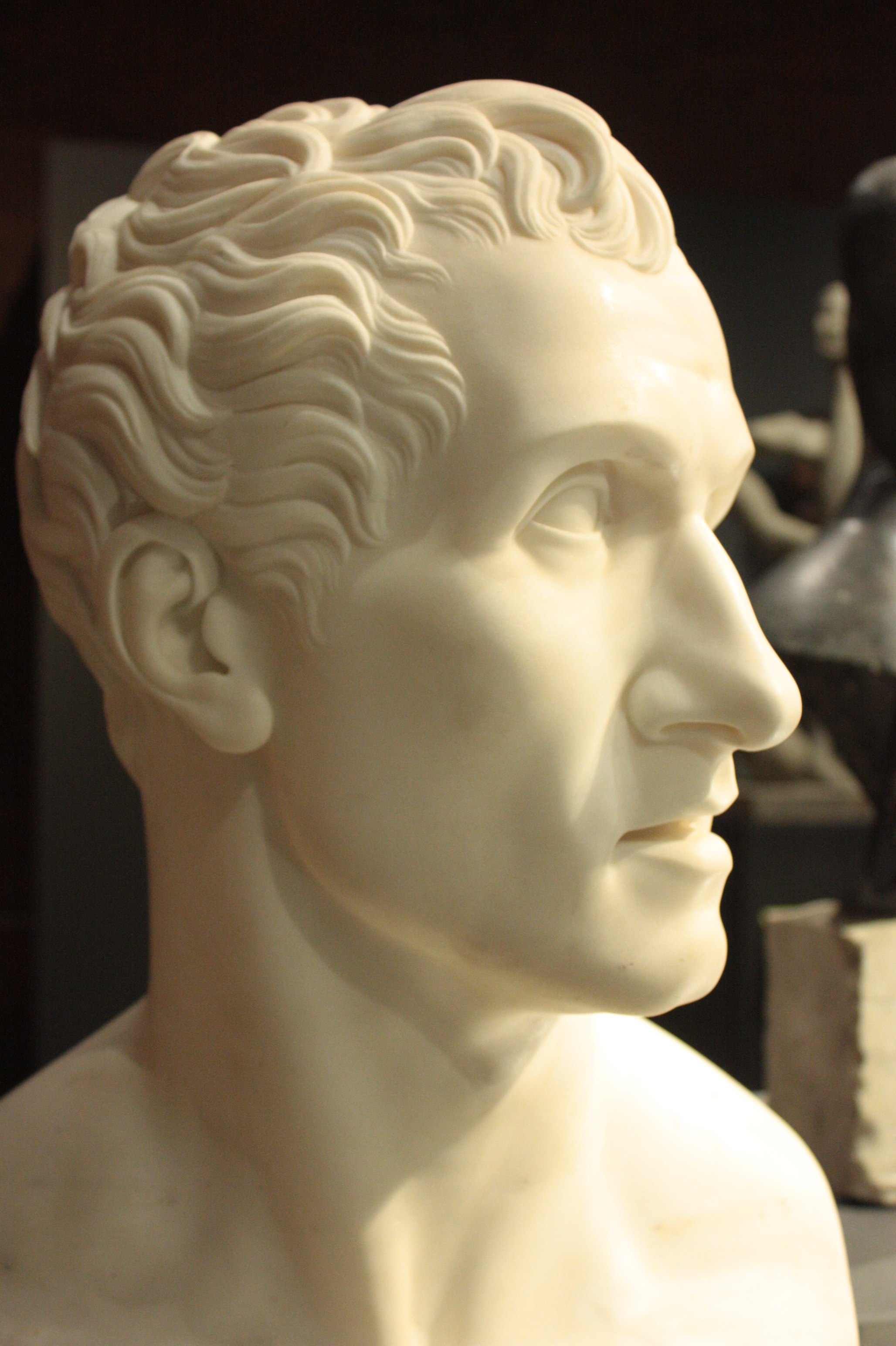
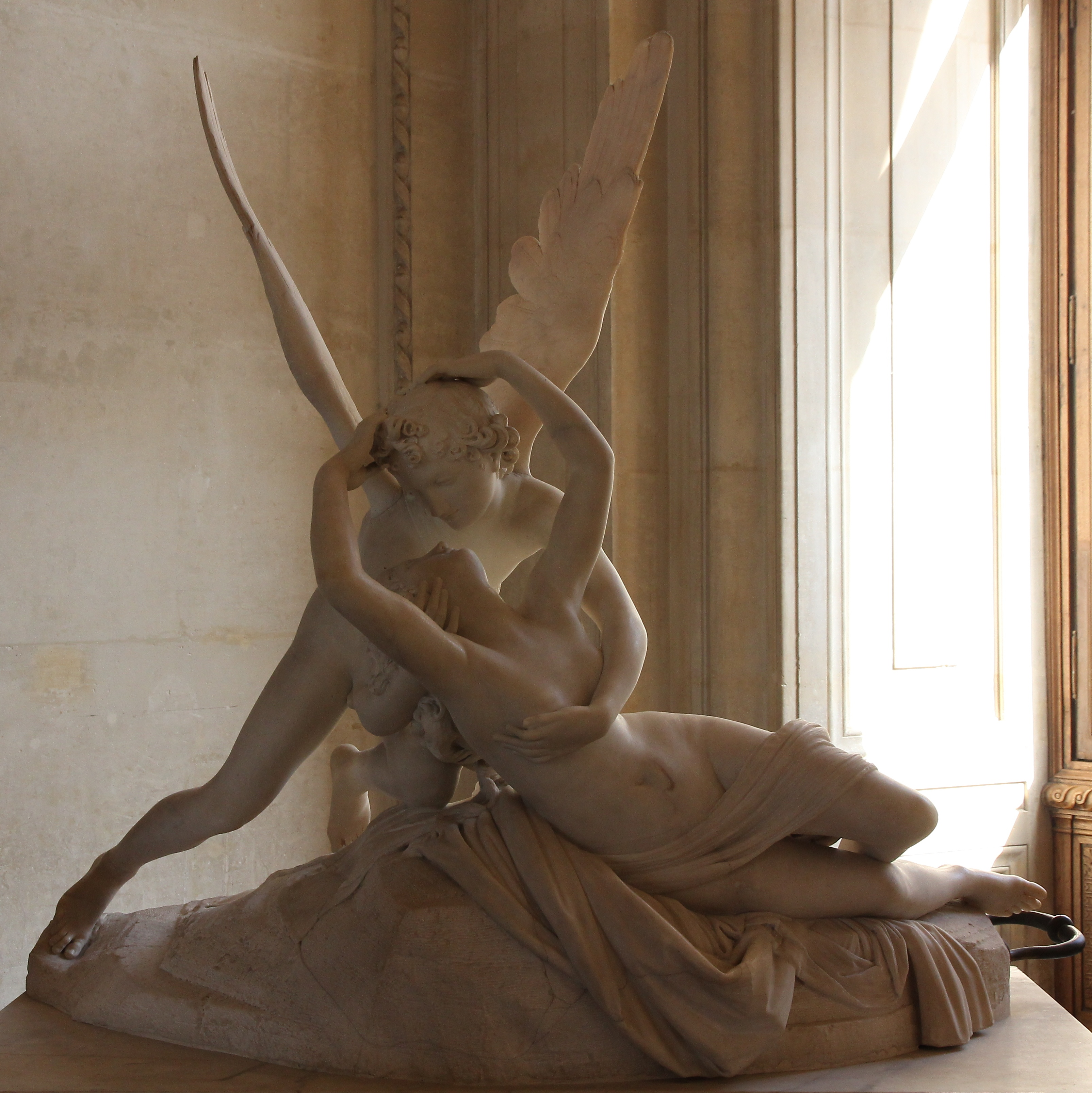
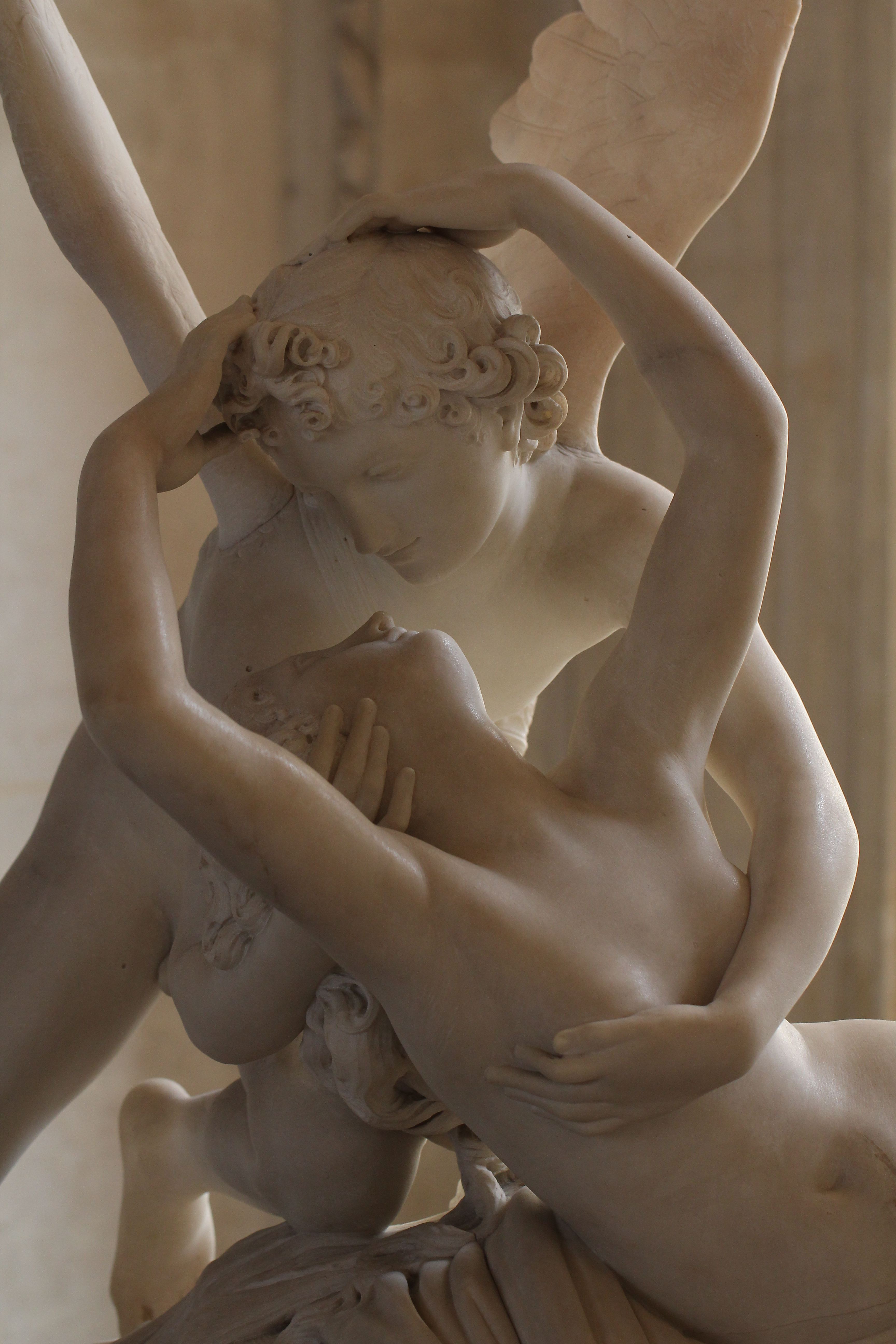
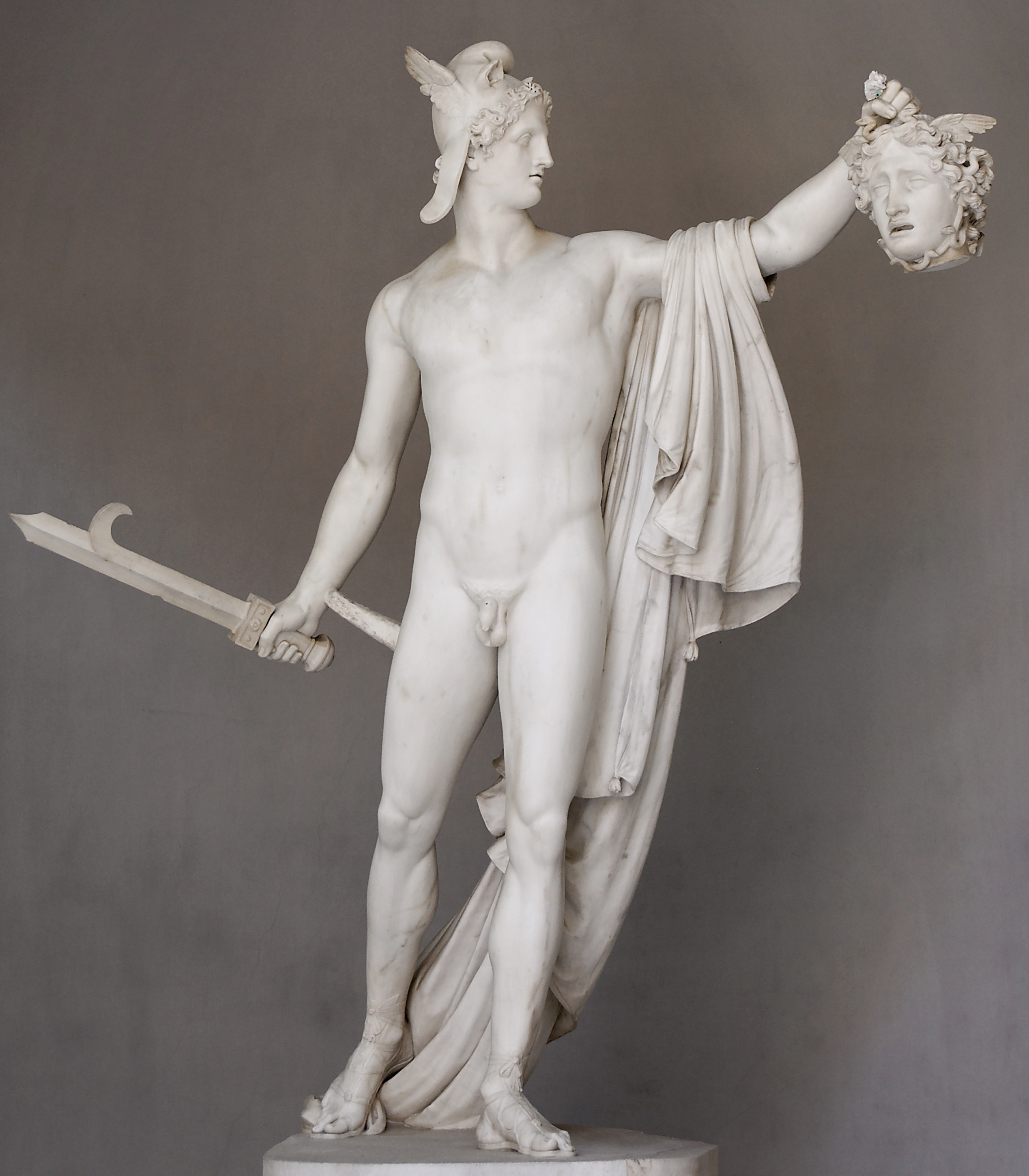
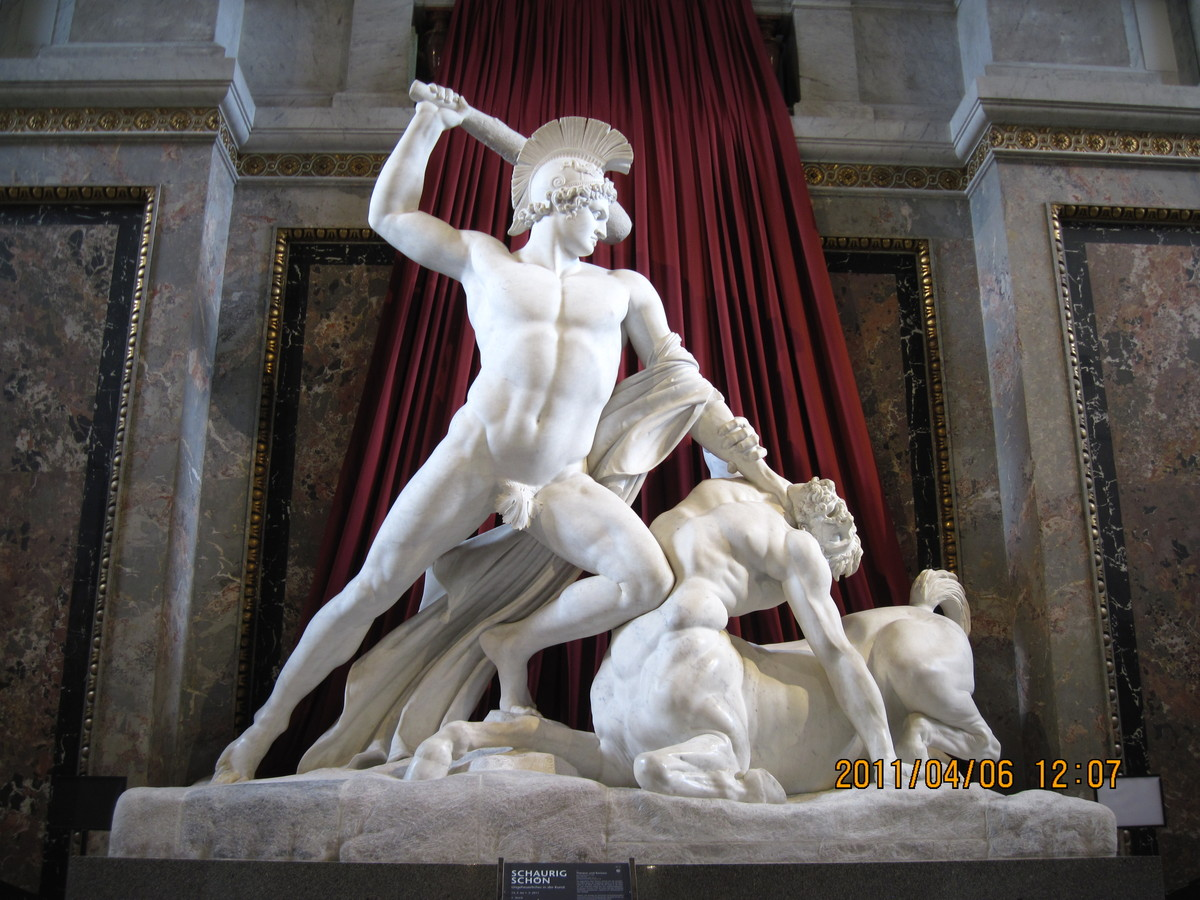
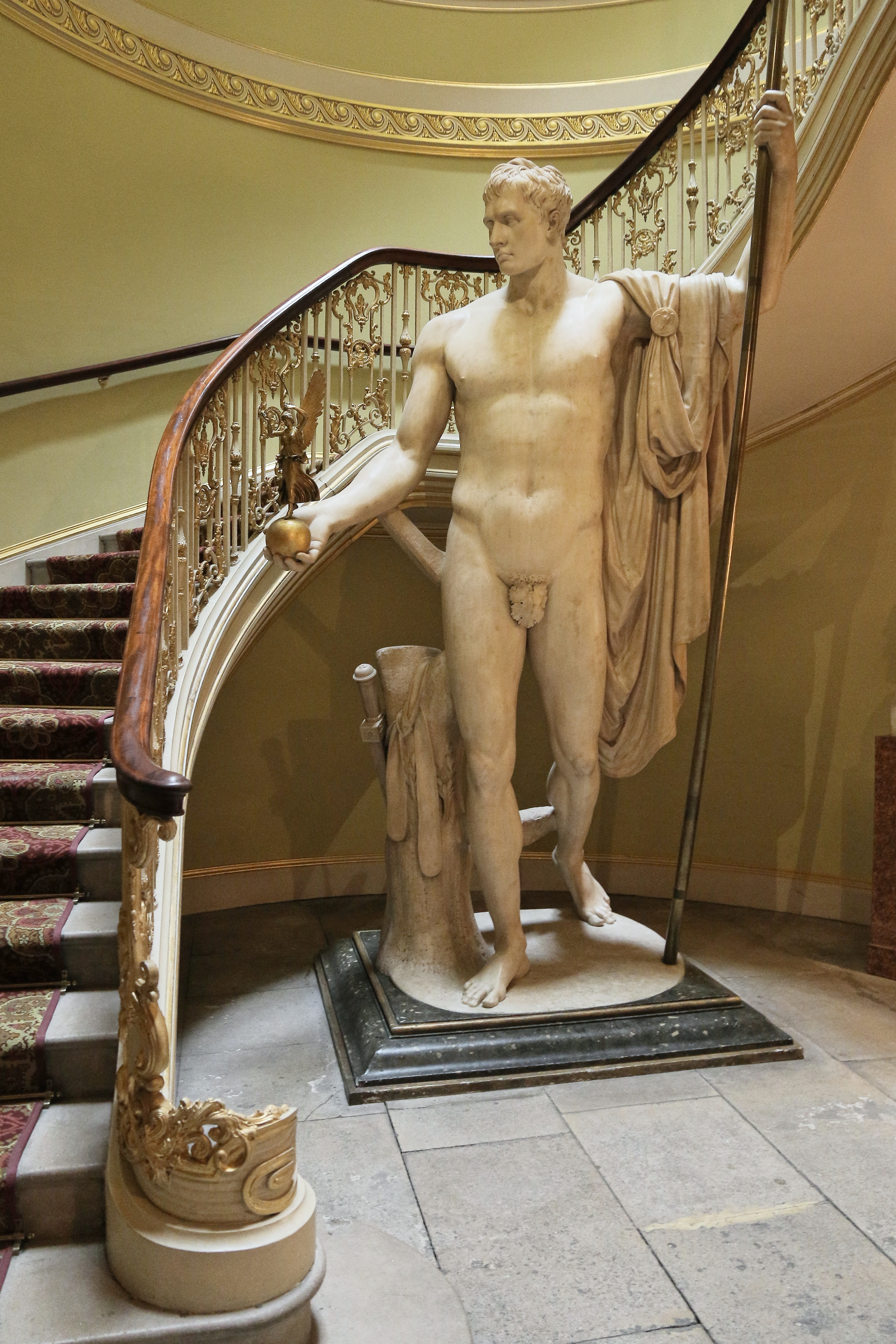
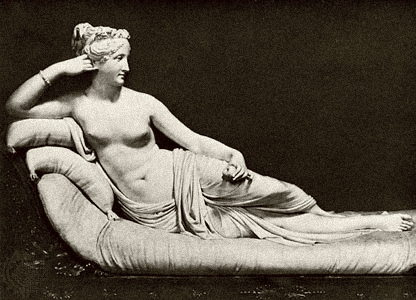
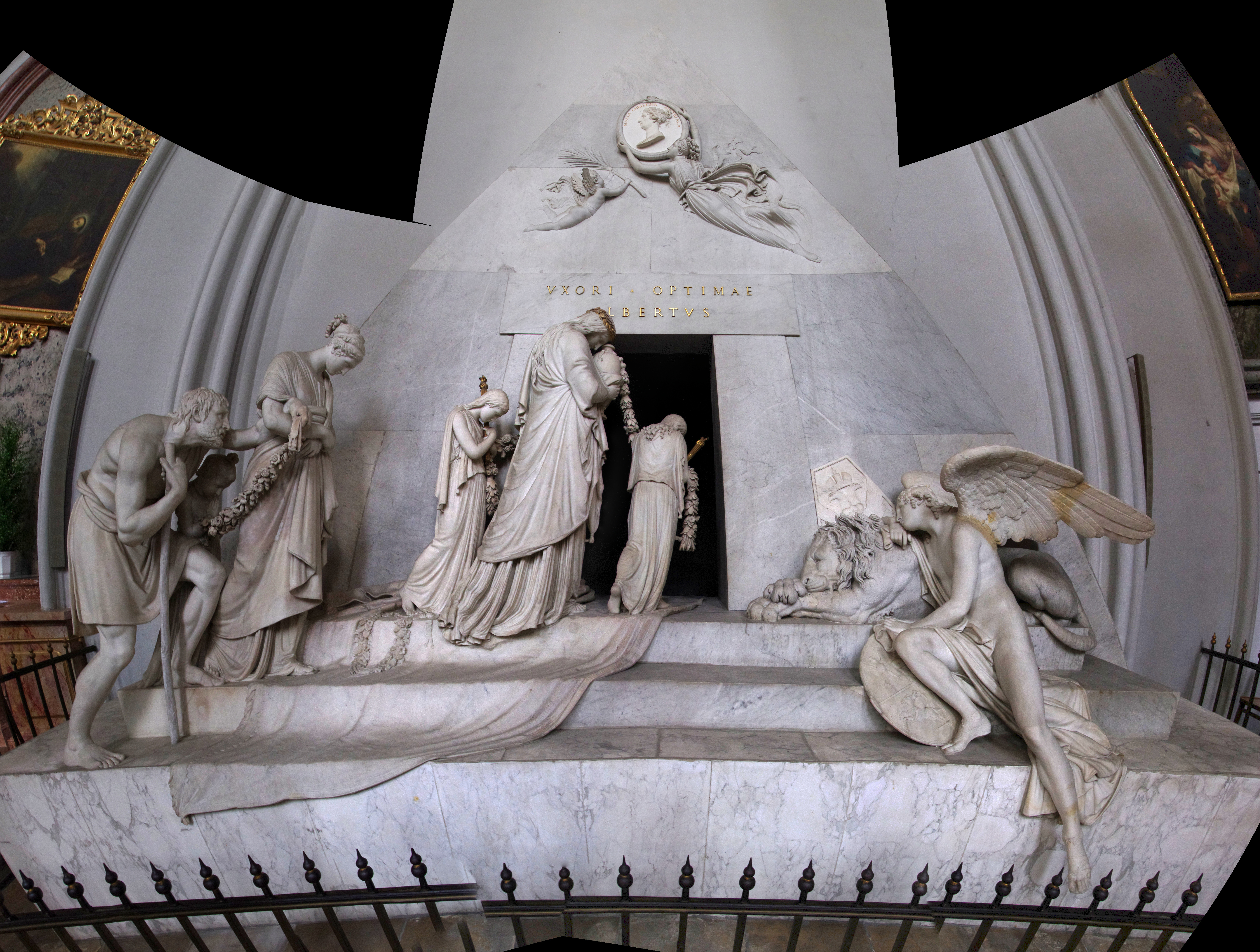
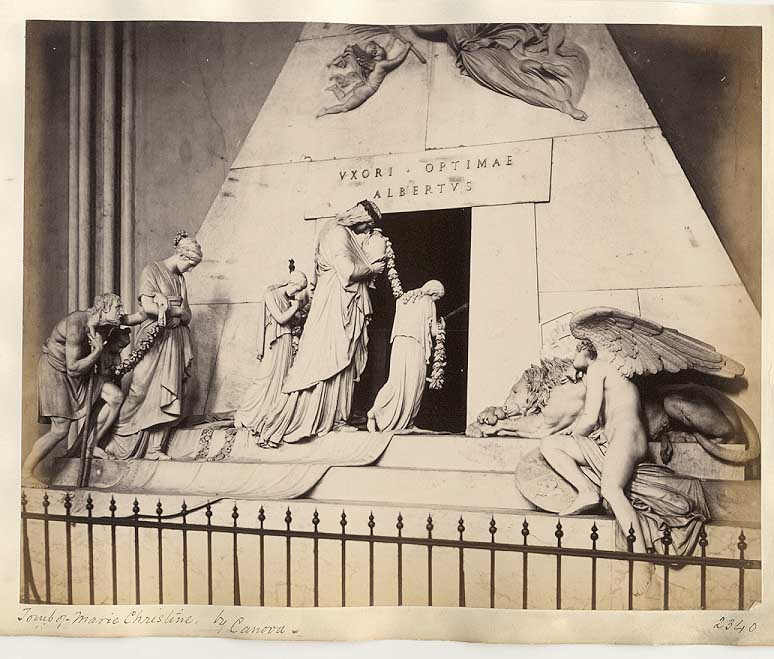
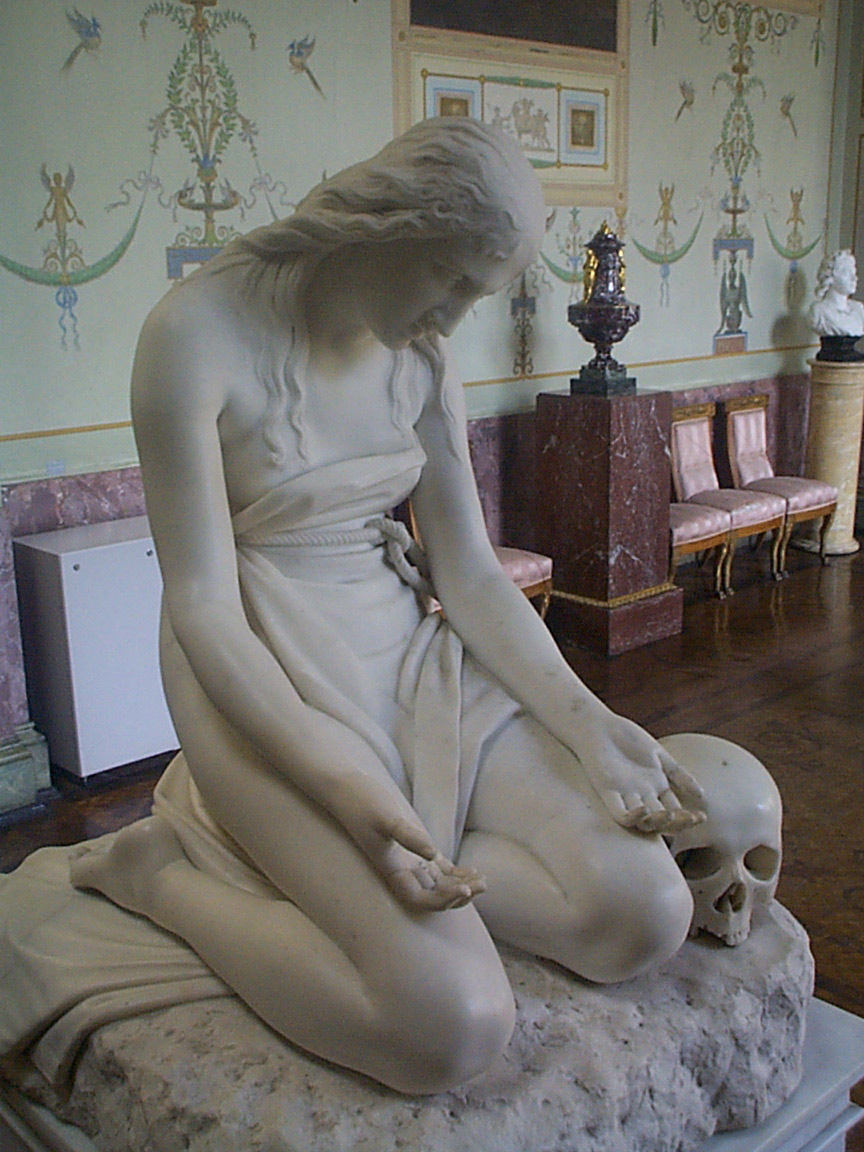
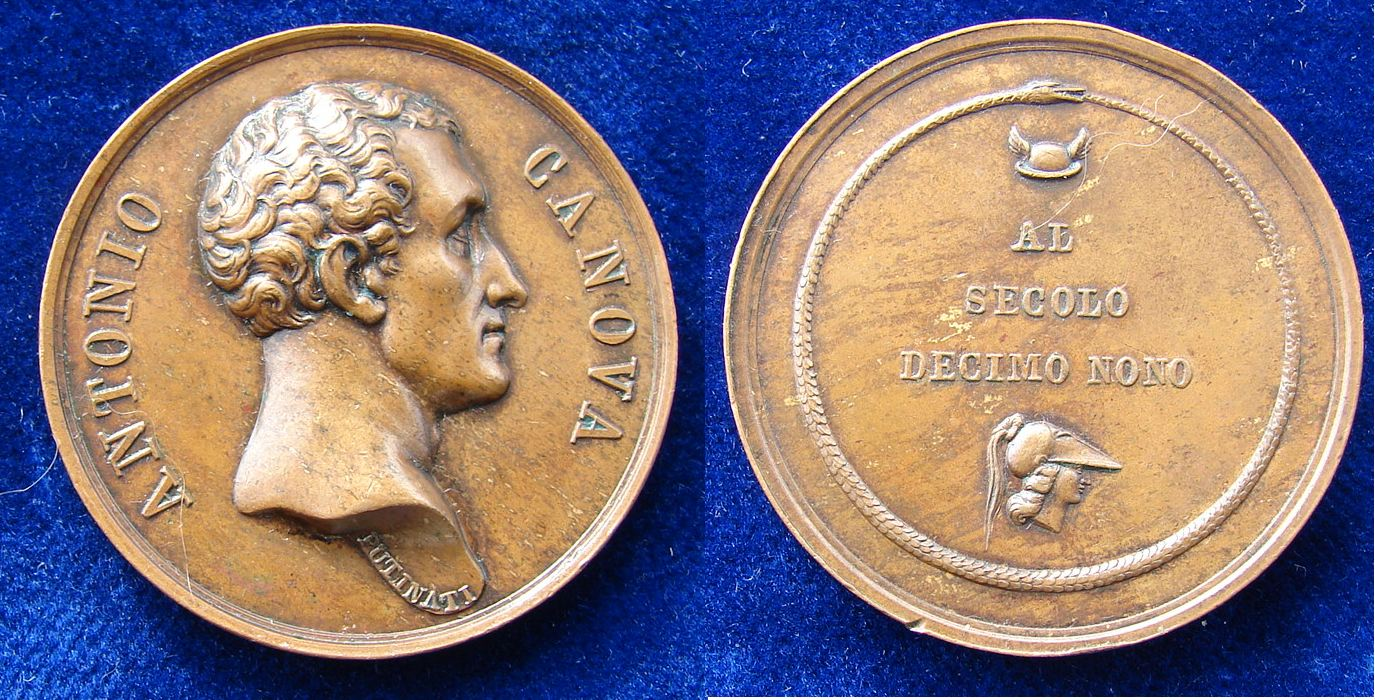